# Arctotheca prostrata
Espèce
Arctotheca prostrata est une espèce de plantes à fleurs de la famille des Asteraceae. C'est une plante à rosette qui se développe sur les bords de l'eau. Elle est originaire de Namibie et des Provinces du Cap d'Afrique du Sud,. La forme infertile est souvent cultivée comme couvert végétal, tandis que la forme fertile se répand rapidement dans les zones perturbées comme le long des routes et des sentiers, menaçant les écosystèmes indigènes. Elle est classée comme mauvaise herbe envahissante en Californie et en Australie,.

## Dénominations
En anglais, cette plante est couramment dénommée Capeweed, South African Capeweed, Cape Dandelion ou Cape Gold.

## Description
Arctotheca prostrata est caractérisée par une croissance prostrée qui est basse, plate, et qui s'appuie sur le sol. Les feuilles sont décrites comme étant ovales ou légèrement lobées avec une couleur vert pâle sur la surface :adaxiale et une couche argentée sur la surface, ce qui donne à la feuille de la fleur un aspect brillant. En outre, Arctotheca prostrata a de petites fleurs jaune vif. Ces fleurs sont perchées sur des pédicelles, dont la taille varie de 1 à 2,5 cm, tandis que la taille de la fleur elle-même est d'environ 6,5 cm.
La plante présente ces stolons enracinés rampants, qui donnent à la plante un aspect de couverture. Cette plante herbacée annuelle pousse lentement, principalement à la fin de l'hiver. Elle présente des tiges semi-fleuries pouvant atteindre 30 cm de haut. Elle possède soit de petites tiges rampantes ou étalées avant la floraison, soit elle est dépourvue de tige et forme une  rosette basale. Quant à ses pétales et feuilles, leur taille peut varier de 5 à 25 cm de long et de 2 à 6 cm de large.

## Historique
L'introduction de cette plante dans des régions en dehors de son aire de répartition indigène Afrique du Sud s'est probablement produite par le biais du commerce horticole, car elle était appréciée pour son utilisation en tant que couvre-sol ornemental,Exposant. Sa propagation en Californie et en Australie est particulièrement bien documentée, où elle est rapidement devenue envahissante en raison de sa capacité à prospérer dans les zones perturbées. Cette espèce a trouvé des conditions idéales en Californie le long des prairies côtières et des zones urbaines, où elle s'est établie grâce à la propagation par stolon. Au fil du temps, la propagation de la forme fertile de cette plante en Australie a eu d'importantes répercussions sur l'agriculture, en étouffant les cultures et en dominant les pâturages surpâturés.
Initialement introduite dans un but ornemental, des études d'herbier indiquent que cette espèce est stérile, bien que certains rapports suggèrent une variété fertile et envahissante. Cette plante est difficile à contrôler une fois établie et s'est naturalisée dans des régions où Arctotheca calendula est également présente.

## Habitat
Arctotheca prostrata est naturalisée dans certaines parties de la Californie, en particulier le long des côtes nord, centrale et sud. Alors que la forme stérile est cultivée comme couvre-sol ornemental, la forme fertile constitue une menace écologique importante en raison de sa propagation et de sa colonisation rapides dans les habitats perturbés.
L'espèce est endémique du Western Cape. Arctotheca prostrata prospère dans les prairies côtières, les sols sablonneux et les zones perturbées. Elle s'est naturalisée dans certaines parties de l'Afrique du Sud.

### Écologie
Le « California Invasive Plant Council » a attribué à Arctotheca prostrata une note modérée, ce qui signifie que cette espèce a des effets écologiques perceptibles et significatifs sur la structure de la végétation. Bien que leur établissement nécessite souvent une perturbation écologique, leur biologie reproductive et d'autres caractéristiques permettent des taux de propagation modérés à élevés. Même si Arctotheca prostrata ne cause pas de dommages notables à son écosystème, c'est un envahisseur féroce et difficile à exterminer une fois qu'il est présent dans un nouvel environnement. Dans les jardins résidentiels, les pâturages et les cultures, Arctotheca prostrata peut être une mauvaise herbe gênante. Dans certains cas, elle peut étouffer les semis d'herbe et de trèfle dans les pâturages récemment ensemencés, et dans les zones sèches, elle envahit fréquemment les pâturages surpâturés, même jusqu'à la totalité de la surface.

## Systématique
Le nom correct complet (avec auteur) de ce taxon est Arctotheca prostrata (Salisb.) Britten (d).
L'espèce a été initialement classée dans le genre Arctotis sous le basionyme Arctotis prostrata Salisb..
Arctotheca prostrata a pour synonymes :
- Arctotheca grandiflora Schrad.
- Arctotheca hirta Schrad.
- Arctotheca hirta Schrad. ex Steud.
- Arctotheca repens J.C.Wendl.
- Arctotis interrupta Thunb.
- Arctotis prostrata Salisb.
- Arctotis repens Jacq.